# Seaview
Il Seaview è un impianto sportivo situato a Belfast, nell'Irlanda del Nord. Lo stadio viene usato principalmente per le gare casalinghe dei Crusaders e del Newington Youth. L'impianto ha una capienza di 3.383 posti.